# Прахова (жудец)
Пра́хова (рум. Judeţul Prahova) — румынский жудец в Валахии.

## География
Северная часть Прахова расположена на склонах Карпат, южная — на Нижнедунайской низменности. Площадь территории 4716 км².
Граничит с жудецами:
- Бузэу — на востоке;
- Дымбовица — на западе;
- Брашов — на севере;
- Яломица и Илфов — на юге.

## Население
В 2011 году население жудеца составляло 735 903 человека, плотность населения — 156,04 чел./км².
Румыны по состоянию на 2011 год составляли 97,30 % от общей численности населения.
По данным переписи населения 2016 года, население жудеца составило 809 052 человека.
| Год  | Население |
| ---- | --------- |
| 1930 | 472 249   |
| 1948 | 557 776   |
| 1956 | 623 817   |
| 1966 | 701 057   |
| 1977 | 817 168   |
| 1992 | 874 349   |
| 2002 | 829 945   |
| 2007 | 821 013   |
| 2011 | 735 903   |
| 2016 | 809 052   |

## Административное деление
В жудеце находятся 2 муниципия, 12 городов и 90 коммун.

### Муниципии
- Плоешти
- Кымпина

### Города
- Азуга
- Бэйкой
- Болдешти-Скэени
- Бряза
- Буштени
- Комарник
- Мизил
- Плопени
- Синая
- Слэник
- Урлаци
- Вэлений-де-Мунте

### Коммуны
- Brebu
- Cornu
- Pietriceaua
- Proviţa de Jos
- Măgureni
- Măneşti

## Экономика
На территории жудеца находится крупнейшее месторождение нефти в Румынии.